# Нанайский район

Село Троицкое, здание администрации Нанайского района.

Нана́йский райо́н (нан. Нанайскай райони, Нани райони, Хэдзени боа) — административно-территориальная единица (район) и муниципальное образование (муниципальный район) в Хабаровском крае Российской Федерации.
Образован 21 июня 1934 года.
Административный центр — село Троицкое.

## История
Первая информация о расселении коренных народов бассейна Амура появилась в России в середине XVII в., во времена походов Хабарова и других землепроходцев. По мнению историка Б. П. Полевого, дючеры, жившие в низовьях Сунгари и по Амуру в районе устьев Сунгари и Уссури, были нанайцами. Однако более общепринятым и по сей день остаётся высказывавшееся в XIX в. мнение, что дючеры были потомками или близкими родственниками чжурчжэней, а нанайцы вероятно были известны землепроходцам как «ачаны» и «натки», и распространились в районы, прежде заселённые землепашцами-дючерами, лишь после эвакуации дючеров китайскими властями в глубину Маньчжурии во второй половине 1650-х годов.
Нанайский район в СССР был образован постановлением Президиума Дальневосточного Краевого Исполнительного Комитета Советов РК и КД от 21 июня 1934 года. В его состав вошли Анюйский, Болонский, Верхненергенский, Вознесенский, Вятский, Дадинский, Джаринский, Джонкинский, Джуенский, Диппинский, Елабужский, Красносельский, Кунский, Курунский, Люксембургский, Малмыжский, Мухинский, Найхинский, Нижнекатарский, Петропавловский, Раздольненский, Сарапульский, Сикачи-Алянский, Синдинский, Славянский, Троицкий, Хунгарийский и Челнинский сельсоветы.
В 1935 году Вознесенский, Диппинский, Кунский и Хунгарийский с/с были переданы в Комсомольский район. Петропавловский с/с был упразднён.
В 1939 году Нанайский район включал сельсоветы Анюйский, Болонский, Верхненергенский, Вятский, Дадинский, Джаринский, Джонкинский, Джуенский, Елабужский, Курунский, Малмыжский, Мухинский, Найхинский, Нижнекатарский, Раздольненский, Сарапульский, Сикачи-Алянский, Синдинский, Славянский, Троицкий и Челнинский.
В 1942 году Болоньский с/с был передан в Комсомольский район. В 1949 году в составе Нанайского района был образован рабочий посёлок Иннокентьевка.
В 1954 году Джуенский с/с был передан в Комсомольский район. В 1957 году был упразднён Сарапульский с/с, а Нижнекатарский с/с передан в Хабаровский район (при этом с/с был переименован в Петропавловский). В 1959 году были упразднены Вятский и Малмыжский с/с.
В 1960 году был упразднён Мухинский с/с. В 1962 году Сикачи-Алянский с/с был переименован в Малышевский. Образован Верхнеманоминский с/с и рабочий посёлок Троицкое.
30 декабря 1962 года Нанайский район был упразднён, а его территория разделена между Хабаровским сельским районом и Амурским промышленным районом. 6 августа 1964 года Нанайский район был восстановлен. В его состав вошли
- из Амурского района: Анюйский и Верхнеманоминский с/с
- из Комсомольского района: р. п. Троицкое; Болоньский, Верхненергенский, Дадинский, Джаринский, Курунский, Найхинский, Раздольненский и Славянский с/с
- из Хабаровского района: Синдинский с/с.

В 1965 году из Амурского района в Нанайский были переданы Джонкинский с/с и р. п. Иннокентьевка. В 1967 году образован Гассинский с/с; Анюйский с/с переименован в Арсеньевский, а Раздольненский — в Лидогинский. В 1968 году образованы Нижнеманоминский и Маякский с/с, упразднён Курунский с/с.
В 1975 году был упразднён Славянский с/с, образован Нюринский с/с. В 1976 году упразднён Нюринский с/с. В 1977 году Болоньский с/с был передан в Амурский район.
В 1982 году Верхненергенский с/с был переименован в Малмыжский, а Гассинский — в Дубовомысский. В 1989 году Малмыжский с/с был переименован в Верхненергенский.
В 1991-92 годах сельские и поселковые советы были преобразованы в сельские и поселковые администрации.
В 1992 году р. п. Иннокентьевка был преобразован в сельский населённый пункт, образован Иннокентьевский с/с. В 1994 году р. п. Троицкое был преобразован в сельский населённый пункт, образован Троицкий с/с.
В 2004 году был установлен перечень сельских поселений Нанайского района: Арсеньевское, Верхняя Манома, Верхненергенское, Дада, Джари, Джонка, Дубовомысское, Иннокентьевка, Лидогинское, Маяк, Найхинское, Нижняя Манома, Синдинскон, Троицкое.

## География
Район граничит с Хабаровским, Амурским, Комсомольским, Ванинским, Советско-Гаванским и имени Лазо районами Хабаровского края, а также — с Приморским краем. Удалённость от краевого центра — 200 км.
Район расположен в центральной части Хабаровского края на Средне-Амурской низменности, ограниченной Сихотэ-Алинем и хребтами левобережья реки Амур. Площадь территории района — 27800 км².
Крупнейшие реки: Амур, Мокен, Анюй и др. Большинство крупных озёр района приурочены к пойме реки Амур: Болонь, Иннокентьевское,  Джалунское, Гасси, Синдинское, Катар, Дабанда и другие.

## Население
| 1959    | 1970    | 1979    | 1989    | 1992    | 2000    | 2002    |
| ------- | ------- | ------- | ------- | ------- | ------- | ------- |
| 26 144  | ↘21 324 | ↘20 464 | ↗21 168 | ↗22 000 | ↘21 600 | ↘19 377 |
| 2004    | 2008    | 2009    | 2010    | 2011    | 2012    | 2013    |
| ↘19 373 | ↗20 000 | ↗20 040 | ↘17 491 | ↘17 477 | ↘17 217 | ↘17 064 |
| 2014    | 2015    | 2016    | 2017    | 2018    | 2019    | 2020    |
| ↘16 886 | ↘16 506 | ↘16 332 | ↘16 135 | ↘15 962 | ↘15 763 | ↘15 683 |
| 2021    | 2023    | 2024    | 2025    |         |         |         |
| ↘14 703 | ↘14 430 | ↘13 922 | ↘13 914 |         |         |         |

Численность постоянного населения района составляет 19 493 человек, в том числе 4752 представителей коренных малочисленных народов Севера: манси — 2 чел, эвенки — 18 чел, коряки — 5 чел., чукчи — 2 чел., эвены — 17 чел., ительмены — 3 чел., нанайцы — 4469 чел. (22,93 %), негидальцы — 1 чел., нивхи — 45, орочи — 2 чел., долганы — 2 чел., удэгейцы — 159 чел., ульчи — 27 чел.

### Национальные общины
Нанайский район является местом компактного проживания и хозяйственной деятельности коренных малочисленных народов Севера. Поэтому не случайно основное внимание в работе уделяется созданию и развитию производственно-экономического потенциала в национальных сёлах района.
В настоящее время на территории района зарегистрировано 42 национальных общины, из которых хозяйственную деятельность осуществляют 18 общин, занятых в лесной и рыбной отраслях, на заготовке недревесных ресурсов.
Лучшей среди национальных общин не только в районе, но и в Хабаровском крае, по праву считается национальная община «Амур». Предприятие занимается самыми разными сферами деятельности, в том числе заготовкой древесины, производством пиломатериалов, оконных блоков и дверей, строительством каркасных домов.
В последние годы динамично и стабильно развивалась территориально-соседская община малочисленных народов «Гойдима». За счёт собственных средств предприятие приобрело и ввело в эксплуатацию ленточную пилораму ЛП-80. На базе несамоходной баржи «Нева» создан рыбоперерабатывающий цех, оформлены документы на производство сертифицированной продукции.
Национальные общины вносят большой вклад в социально-экономическое развитие населённых пунктов — мест компактного проживания коренных Малочисленных народов Севера, обеспечивают постоянную занятость свыше 200 человек (с учётом временной занятости до 500 человек), ежегодно оказывают спонсорскую помощь школам, детским садам, сельским домам культуры, фольклорным коллективам, отлавливают для коренного населения кормовую рыбу.

## Муниципально-территориальное устройство
В Нанайский муниципальный район входят 14 муниципальных образований нижнего уровня со статусом сельских поселений:
| №  | Сельское поселение  | Административный центр | Количество населённых пунктов | Население | Площадь, км² |
| -- | ------------------- | ---------------------- | ----------------------------- | --------- | ------------ |
| 1  | Арсеньевское        | село Арсеньево         | 2                             | ↘336      | 7,78         |
| 2  | Верхненергенское    | село Верхний Нерген    | 2                             | ↘550      | 7,80         |
| 3  | Село Верхняя Манома | село Верхняя Манома    | 1                             | ↘126      | 8,96         |
| 4  | Село Дада           | село Дада              | 1                             | ↗412      | 7,08         |
| 5  | Село Джари          | село Джари             | 1                             | ↘706      | 3,63         |
| 6  | Посёлок Джонка      | посёлок Джонка         | 1                             | ↘950      | 37,10        |
| 7  | Дубовомысское       | село Дубовый Мыс       | 2                             | ↘840      | 16,69        |
| 8  | Село Иннокентьевка  | село Иннокентьевка     | 1                             | ↘726      | 2,59         |
| 9  | Лидогинское         | село Лидога            | 2                             | ↘1397     | 35,41        |
| 10 | Село Маяк           | село Маяк              | 1                             | ↘1440     | 26,63        |
| 11 | Найхинское          | село Найхин            | 2                             | ↗1592     | 4,85         |
| 12 | Село Нижняя Манома  | село Нижняя Манома     | 1                             | ↘116      | 7,90         |
| 13 | Село Троицкое       | село Троицкое          | 1                             | ↗4786     | 13,68        |
| 14 | Синдинское          | посёлок Синда          | 2                             | ↘829      | 18,46        |

### Населённые пункты
В Нанайском районе 20 населённых пунктов.
| №  | Населённый пункт | Тип     | Население | Сельское поселение  |
| -- | ---------------- | ------- | --------- | ------------------- |
| 1  | Арсеньево        | село    | ↘295      | Арсеньевское        |
| 2  | Верхний Нерген   | село    | ↘504      | Верхненергенское    |
| 3  | Верхняя Манома   | село    | ↘126      | Село Верхняя Манома |
| 4  | Гасси            | село    | ↘21       | Дубовомысское       |
| 5  | Дада             | село    | ↗412      | Село Дада           |
| 6  | Даерга           | село    | ↘688      | Найхинское          |
| 7  | Джари            | село    | ↘706      | Село Джари          |
| 8  | Джонка           | посёлок | ↘950      | Посёлок Джонка      |
| 9  | Дубовый Мыс      | село    | ↘819      | Дубовомысское       |
| 10 | Иннокентьевка    | село    | ↘726      | Село Иннокентьевка  |
| 11 | Искра            | село    | ↘27       | Синдинское          |
| 12 | Лидога           | село    | ↘1356     | Лидогинское         |
| 13 | Малмыж           | село    | ↘46       | Верхненергенское    |
| 14 | Маяк             | село    | ↘1440     | Село Маяк           |
| 15 | Найхин           | село    | ↘904      | Найхинское          |
| 16 | Нижняя Манома    | село    | ↘116      | Село Нижняя Манома  |
| 17 | Синда            | посёлок | ↘802      | Синдинское          |
| 18 | Славянка         | село    | ↘41       | Лидогинское         |
| 19 | Троицкое         | село    | ↘4470     | Село Троицкое       |
| 20 | Уни              | село    | ↘41       | Арсеньевское        |

## Символика

### Герб
Герб является официальным символом Нанайского муниципального района Хабаровского края. Герб выполнен на щите французской геральдической формы.
На щите синего цвета помещён золотой (желтый) диск солнца с тремя черными силуэтами летящих ввысь журавлей, в нижней части щита — два изображения нанайского национального орнамента жёлтого цвета.
При исполнении герба применены три геральдических цвета: один металл (золото, жёлтый цвет) и две финифти (лазурь, синий цвет и чернь, чёрный цвет):
- жёлтый (золото) — цвет солнца, символ справедливости, великодушия, богатства природных ресурсов Приамурья, а также цвет Азии, цвет кожи нанайского народа;
- лазурь (синий) — символ красоты, мягкости, величия, символизирует цвет неба, а также водные ресурсы района;
- чёрный (чернь) — символ благоразумия, спокойствия, стабильности, является традиционным цветом в нанайском орнаментальном искусстве.

Герб отражает исторические, культурные, национальные традиции и особенности района как территории исконного проживания нанайского народа, именем которого назван район. Солнце и журавли — распространённые и близкие азиатам и дальневосточникам символы. Направление полёта журавлей ввысь символизирует стремление района к процветанию и дальнейшему социально-экономическому развитию.

### Флаг
Флаг является официальным символом Нанайского муниципального района Хабаровского края.
Флаг района представляет собой прямоугольное полотнище цвета лазури, в центре которого золотой (желтый) диск солнца с тремя черными силуэтами летящих ввысь журавлей.
Отношение ширины флага к его длине 2:3. Отношение диаметра изображения диска солнца к ширине флага 2,5:3.
При исполнении флага применены геральдические цвета и основные элементы герба Нанайского муниципального района.
Поднятие флага района является обязательным на здании, в котором размещены Собрание депутатов и администрация Нанайского муниципального района, на административных зданиях структурных подразделений органов местного самоуправления Нанайского муниципального района.

## Экономика

### Производство
- Ведущая отрасль хозяйства района — лесозаготовительная — начала развиваться с 1928 года. В ней сосредоточены основные материальные и людские ресурсы. Лесная промышленность оказывает серьёзное влияние на решение стратегических задач социально-экономического развития района. Отраслью производится 90 процентов объёма промышленной продукции в районе. На территории района действуют десять предприятий-арендаторов участков лесного фонда. Арендные участки лесного фонда находятся у предприятий в долгосрочном пользовании сроком от 25 до 49 лет. В последние годы объём заготовок древесины на территории района составлял более 400 тысяч кубометров в год, а производства пиломатериалов — более 20 тысяч кубометров.
- Анюйский Рыбоводный Завод мощностью 30 миллионов штук покатной молоди кеты.
- Синдинский Кирпичный Завод мощностью до 15 миллионов штук изделий в год.[40]

## Известные люди района
- Герои Советского Союза:
  - Александр Падалиевич Пассар, родился в 1922 году в селении Кондон Нанайского района, участник войны с Германией, командир отделения разведчиков, старший сержант, умер в 1988 году, похоронен в г. Хабаровске.
  - Тимофей Фёдорович Ивин, родился в 1917 году в селе Иннокентьевка Нанайского района, участник войны с Германией, командир дивизиона миномётного полка, младший лейтенант, умер в 1964 году, похоронен в г. Новошахтинске.
- Максим Александрович Пассар (1923—1943) — снайпер, участник Великой Отечественной войны, Герой Российской Федерации (16.02.2010, посмертно).
- Оненко, Сулунгу Николаевич, родился в 1916 году в селении Сусу Нанайского района, участник Великой Отечественной войны, кандидат филологических наук, автор академического нанайско-русского словаря, умер в 1985 году, похоронен в г. Новосибирске.
- Кола́ Бельды́ (Николай Иванович Бельды), родился в 1929 году в селе Муху Нанайского района, участник Великой Отечественной войны, певец, народный артист РСФСР, Почётный гражданин Нанайского района (посмертно), умер в 1993 году, похоронен в г. Хабаровске.
- Андрей Александрович Пассар, родился в 1925 году в селе Муху Нанайского района, участник Великой Отечественной войны, поэт, член Союза писателей СССР, Почётный гражданин Нанайского района. Умер в 2013 году, похоронен в Хабаровске.
- Григорий Гибивич Ходжер, родился в 1929 году в селе Верхний Нерген Нанайского района, писатель, член Союза писателей СССР, Почётный гражданин Нанайского района, жил в г. Хабаровске.